# American Satan
Pour plus de détails, voir Fiche technique et Distribution.
American Satan est un thriller américain écrit par Ash Avildsen et Matty Beckerman. Produit par Andy Gould, qui a déjà travaillé sur des films de Rob Zombie, il est sorti dans les salles le vendredi 13 octobre 2017. 
Une série est sortie le 25 mars 2021, intitulée "Paradise City", qui est la suite du film. Elle compte huit épisodes de 40 minutes.

## Synopsis
Ce film raconte l'épopée d'un jeune groupe de rock anglo-américain. Le personnage principal est Johnny Faust (Andy Biersack), qui vit à Columbus, dans l'Ohio avec sa mère (Denise Richards) et sa copine de longue date Gretchen (Olivia Culpo). Lui et ses amis musiciens déménagent à Los Angeles où ils rejoignent les autres membres du groupe qui viennent d'Angleterre ; ensemble, ils forment The Relentless. Après avoir fait passer des auditions afin de trouver un bassiste, ils choisissent une jeune femme prénommée Lily (Jesse Sullivan). Un jour, le groupe est accosté par un vieil homme (Malcolm McDowell) qui affirme être le diable. Il leur dit qu'il peut faire d'eux d'immenses stars de la musique s'ils décident de lui faire confiance. Toutefois, pour que leur célébrité explose, ils doivent accomplir un sacrifice humain. Ainsi naît le succès du groupe et de leur album, American Satan.

## Distribution
- Andy Biersack : Johnny Faust, le chanteur du groupe
- John Bradley: Ricky
- Booboo Stewart : Vic
- Mark Boone Junior : Elias
- Drake Bell : Damien
- Ben Bruce : Leo
- Jesse Sullivan : Lily
- Olivia Culpo : Gretchen
- Sebastian Gregory : Dylan
- Bill Goldberg : Hawk
- Larry King : lui-même
- Bill Duke : Gabriel
- Denise Richards : la mère de Johnny Faust
- Malcolm McDowell : Mr. Capricorn
- Tori Black : Cassandra
- Remington Leith : Voix de Johnny Faust quand il chante
- Palaye Royale : La plupart des chansons du film